# 巴珠铁路
巴珠铁路，是一条内蒙古自治区境内在建的干线铁路，起于内蒙古自治区锡林郭勒盟西乌珠穆沁旗巴拉嘎尔高勒镇，终到东乌珠穆沁旗的中蒙边境珠恩嘎达布其口岸，全长约230公里，是国家中长期铁路网规划重要组成部分。
工程总投资约41.77亿元，工程分4段建设:
- 一期工程伊和吉林至松根山段61.089公里：2009年3月28日可研报告获铁道部批复，2009年8月开工建设，起于锡乌线扎布其尔站，向北经西乌珠穆沁旗、锡林浩特市、东乌珠穆沁旗到达额和宝力格矿区附近的松根山，已开通运营，预计近期运输能力1200万吨，远期运输能力3500万吨。
- 二期工程松根山至东乌珠穆沁旗段70.946公里：于2011年9月27日启动开工[2]
- 三期工程即东乌旗至珠恩嘎达布其（57.029公里）
- 巴珠四期工程即扎布其尔至巴新铁路终点巴颜乌拉（70公里）